# Pilar Civeira
Pilar Civeira Murillo (Zaragoza, 26 de agosto de 1952) es una médico y científica española. Fue directora del Centro de Investigación Médica Aplicada (CIMA) (2016-2022).

## Biografía
Vinculada al mundo universitario desde la infancia, por tradición familiar. Realizó los estudios en Medicina en la Universidad de Zaragoza, donde se licenció. En 1983 se doctoró en Medicina, con Premio Extraordinario, en la Universidad de Navarra (tesis :Actividad supresora de los linfocitos t en hepatopatias). Realizó la especialización en Medicina Interna en la Universidad de Barcelona.
En 1986, trabajó en Bethesda, estudiando los nuevos fármacos antivirales, en los laboratorios del doctor Robert Gallo.
En 1990 ganó por oposición la plaza de profesor titular en la Universidad de Santiago de Compostela. En 1999 obtuvo la cátedra de Medicina Interna en la Universidad de La Coruña.
De regreso a Pamplona, se reincopora a la Universidad de Navarra como cátedratica en Medicina Interna. Decana de la Facultad de Medicina de dicha universidad (2001-2010). Se dedica de manera preferente a la hepatología y a la terapia génica. En 2016 fue nombrada directora del Centro de Investigación Médica Aplicada (CIMA) cargo que ocupó hasta 2022.

## Líneas de investigación
Su principal área de investigación se centra en la patogenia de la hepatitis crónica viral: causas de la cronificación de la infección, factores que condicionan su evolución, actuación del tratamiento. Ha participado en quince proyectos de investigación subvencionados y en dos patentes.
En marzo de 2018 se puso en marcha el programa "HepaCare", que tiene por objeto encontrar soluciones a las enfermedades hepáticas a través de las nuevas estrategias de prevención y vías para el tratamiento del cáncer de hígado. Este programa está realizado en el CIMA, con el apoyo económico de La Caixa.

## Publicaciones
Autora de más de ochenta artículos en diversas revistas internacionales y nacionales y de quince capítulos de libros. Ha participado en múltiples congresos nacionales e internacionales con más de ciento setenta comunicaciones presentadas.